# Palazzo della Banca d'Italia (Genova)
Il Palazzo della Banca d'Italia, conosciuto anche come Palazzo De Gaetani dal nome del progettista, è un palazzo italiano situato a Genova, sede locale della Banca d'Italia.

## Storia

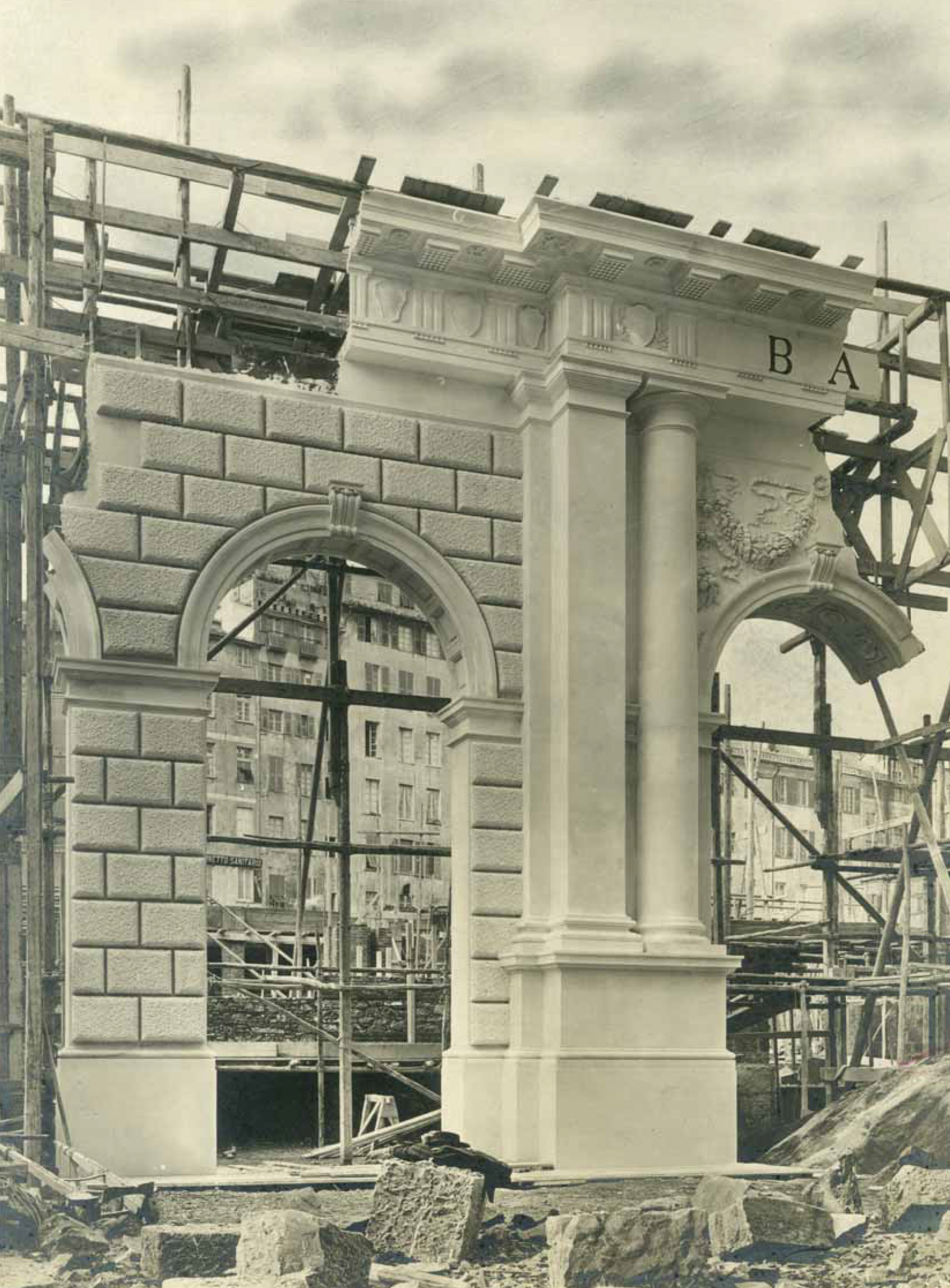
Il palazzo in costruzione nel 1915 in un foto del celebre Achille Testa

La costruzione di un nuovo edificio che dovesse servire come sede genovese della banca fu decisa dal Consiglio Superiore della Banca d'Italia il 18 settembre 1905, in quanto l'allora sede situata in Via San Lorenzo era diventata troppo piccola.
Il progetto fu affidato all'ingegnere Luigi De Gaetani, che si occupò anche della direzione dei lavori. De Gaetani era un ingegnere genovese, dall'inizio del Novecento direttore dell'officina biglietti e valori, poi prima vice e poi capo dell'ufficio tecnico presso la direzione generale della Banca a Roma.
I lavori iniziarono nel 1911, con la supervisione locale di Giovanni Travagli (che venne a Genova dal 1910 al 1921), già occupatosi della sede di Milano, in concomitanza con il riassetto urbanistico della vicina Piazza De Ferrari, e durarono fino al 1916, subendo alcuni ritardi anche per via dello scoppio della prima guerra mondiale. La nuova sede fu inaugurata il 22 maggio 2016.

## Descrizione

### Facciata principale

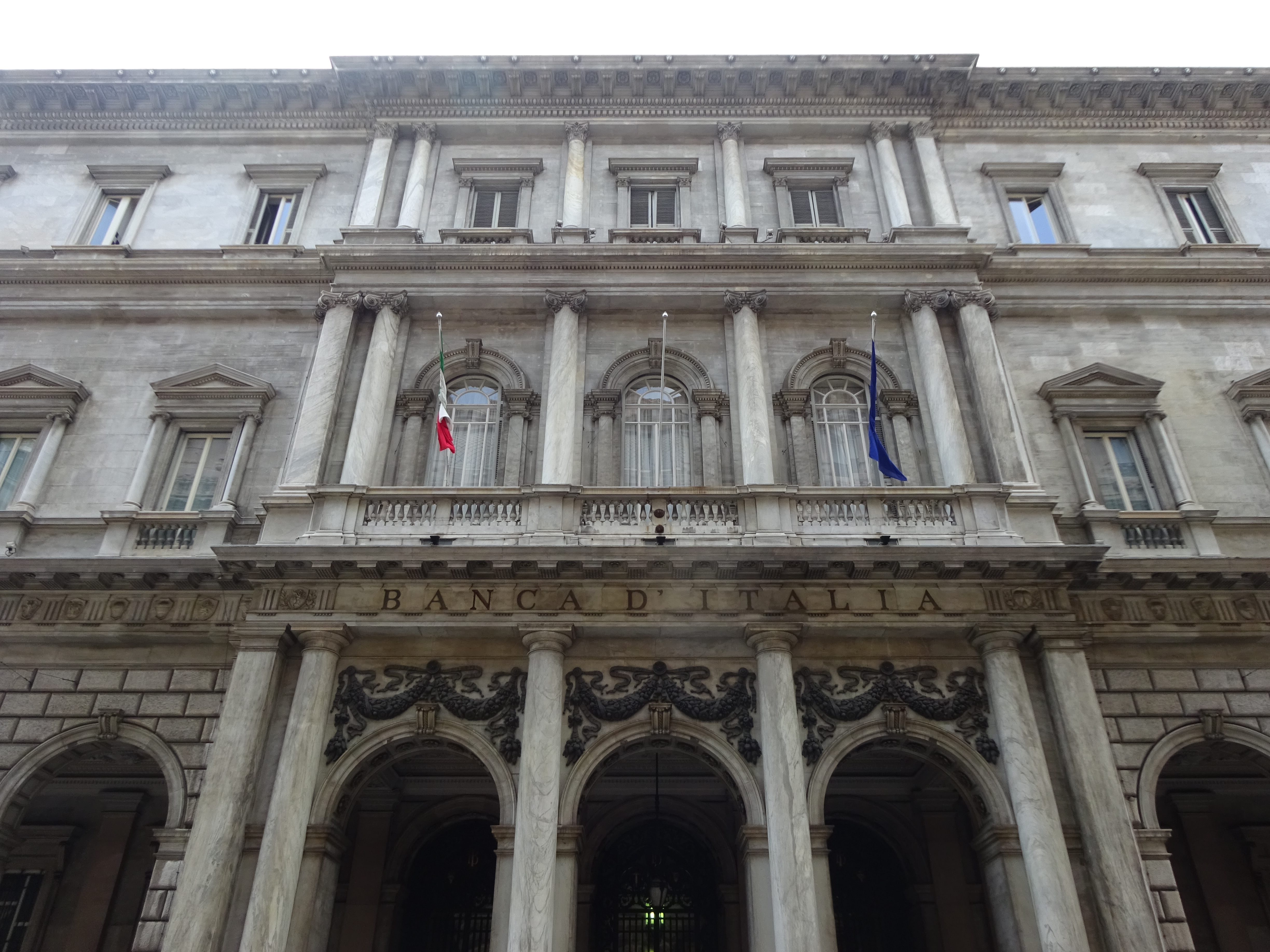
La facciata su Via Dante

Il prospetto principale, che affaccia su Via Dante, è stato realizzato in stile neoclassico e completamente rivestito in marmo, con la zona centrale leggermente aggettante rispetto a quelle laterali e scandita per tutta la sua altezza da colonne in marmo. È composto da tre livelli, separati da due cornici marcapiano. Al primo livello si trova un ampio porticato, al centro del quale vi sono i tre grandi cancelli in ferro dell'ingresso principale dell'edificio. Sul marcapiano tra il primo e il secondo livello sono presenti la scritta "Banca d'Italia" e una serie di stemmi di famiglie aristocratiche genovesi e dei principali azionisti della banca.
Al secondo livello si trovano una serie di nove finestre, divise in gruppi di tre: quelle laterali sono sormontate da un timpano triangolare mentre quelle della zona centrale terminano con un arco. Le finestre del terzo livello riprendono la disposizione di quelle del piano sottostante ma sono realizzate con uno stile più sobrio e sormontate da un architrave orizzontale.

### Interni

#### Il salone

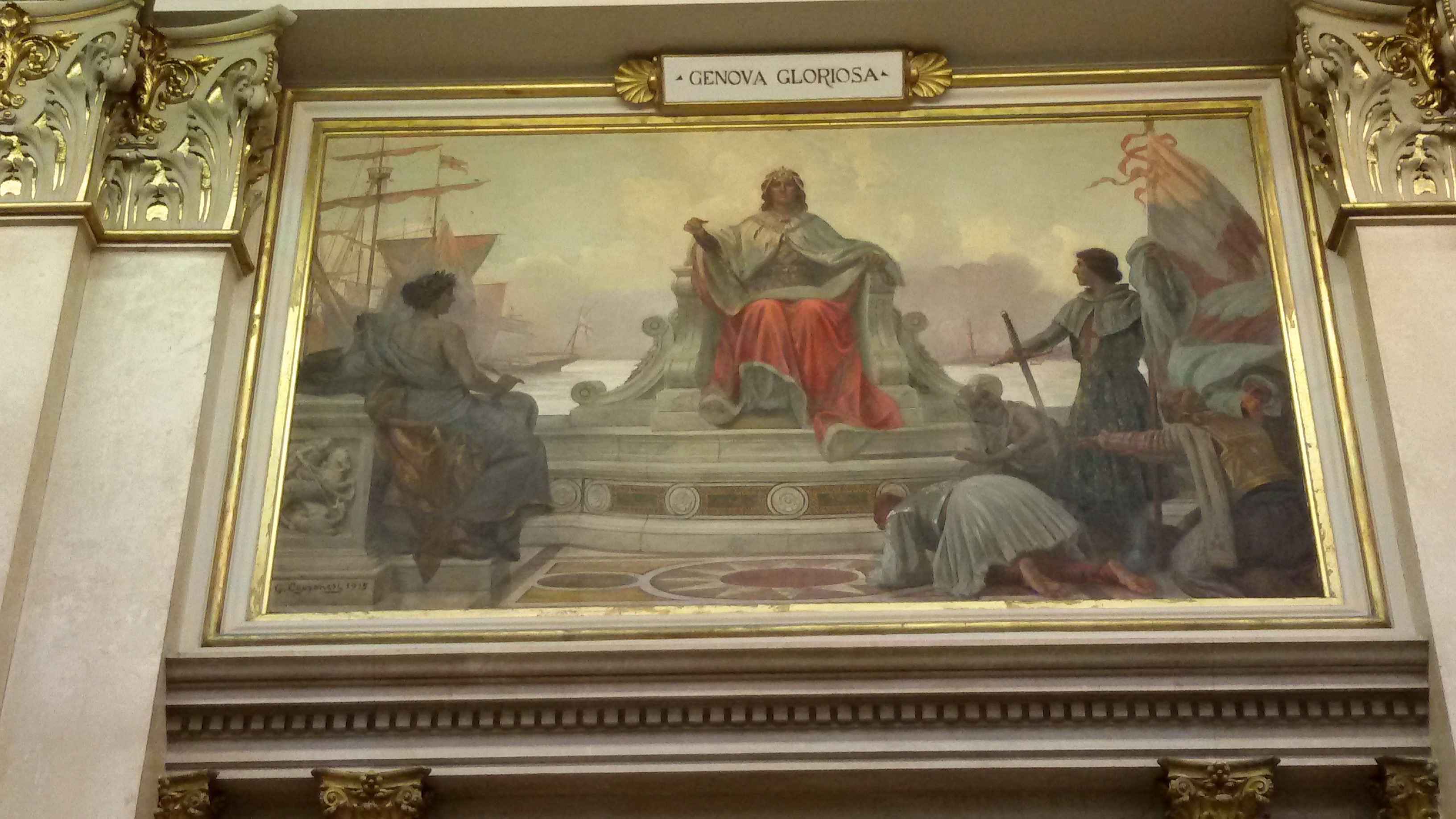
La tela di Giovanni Capranesi raffigurante Genova gloriosa

Entrando nell'edificio attraverso i cancelli sotto il porticato si accede ad un grande salone destinato al pubblico. Il soffitto del salone è decorato con stucchi e pannelli di vetro colorato. La parte alta della pareti è occupata da una cornice di vetrate che forniscono luce all'ambiente, e sotto di esse si trovano una serie di 13 grandi dipinti che raffigurano episodi e virtù della storia di Genova. Le tele raffiguranti Genova gloriosa, L'industria, La prima banca, I grandi navigatori liguri e Il commercio furono dipinte dal pittore romano Giovanni Capranesi, che collaborò con la Banca d'Italia anche per la realizzazione dei bozzetti per le banconote da 50, 100, 500, 1000 e 10.000 lire; in particolare la figura di Genova regina del mare, al centro del dipinto dedicato a Genova gloriosa, venne ripresa nel disegno della banconota da 1.000 lire stampata a parte dal 1930.
Le tele raffiguranti la Pietà, la Laboriosità, la Magnificenza e l'Ardimento furono affidate al pittore veneto Gaetano Miolato. Infine i dipinti della Beneficenza, della Virtù militare, dell'Intraprendenza e dell'Amor patrio sono opera di Antonio Orazio Quinzio.

#### I piani superiori

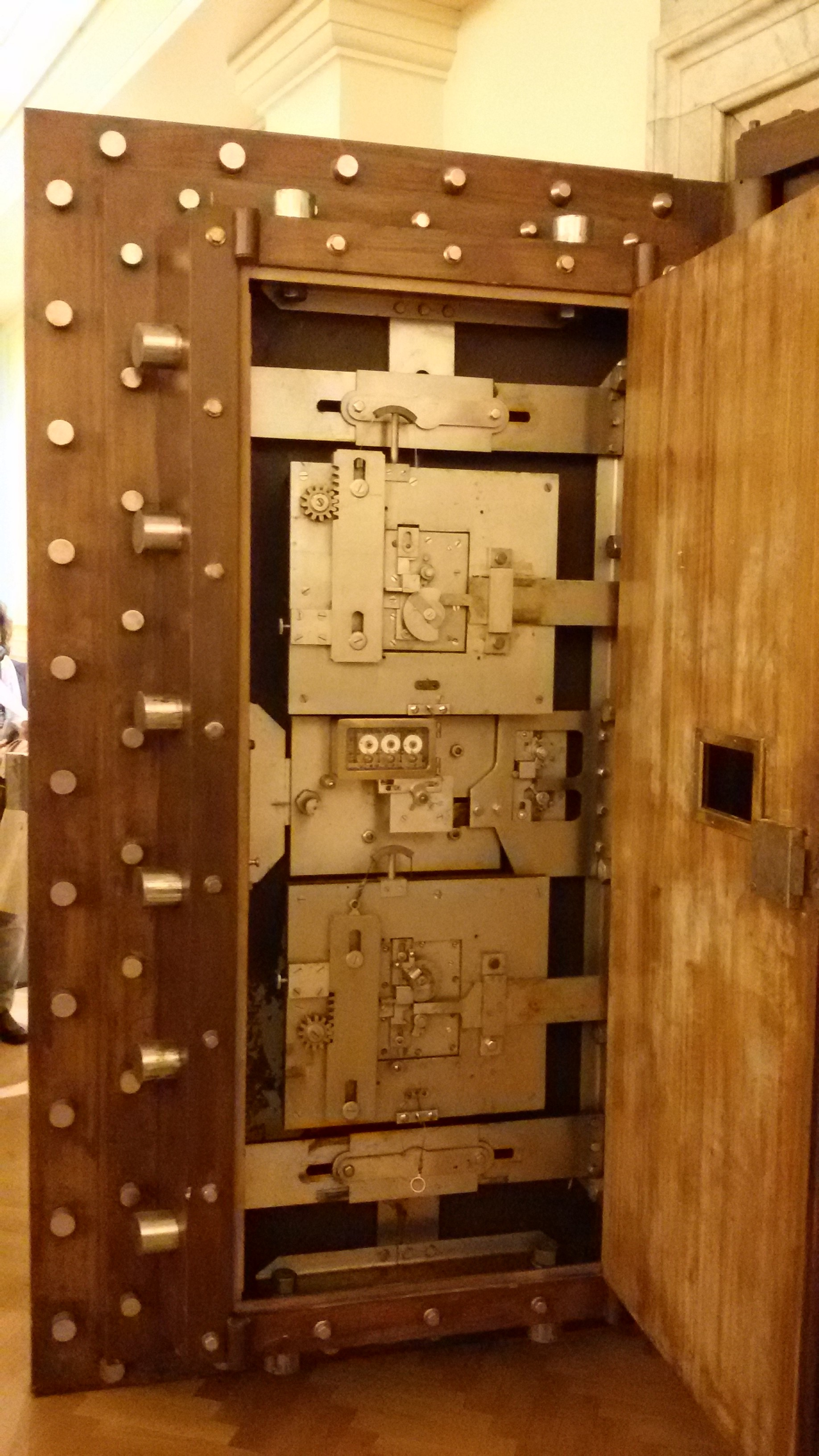
La porta blindata del caveau

I piani superiori dell'edificio ospitano i locali di rappresentanza della banca. Tra le opere d'arte che vi sono conservate è possibile citare una serie di venti acqueforti di Giuseppe Maria Mitelli risalenti alla seconda metà del Seicento raffiguranti scene della vita di Enea e un seicentesco arazzo Gobelin raffigurante il Giudizio di Paride.

#### Il caveau
Al piano seminterrato si trova il caveau che un tempo custodiva le cassette di sicurezza della banca, dismesso nel 1972, che conserva la porta blindata originale del 1922. Nonostante la filiale fosse stata inaugurata nel 1916 il caveau è entrato in funzione solo sei anni più tardi perché la ditta fornitrice della porta blindata, la tedesca Panzer AG di Berlino, non aveva potuto completare la fornitura in quanto impegnata sul fronte bellico e l'installazione fu completata solo in seguito alla fine del conflitto. Il vecchio caveau conserva ancora le 4453 cassetta di sicurezza originali.